# لورنس لي قواي
لورنس لي قواي (بالإنجليزية: Laurence Le Guay)‏ هو مصور موضة ومصور أسترالي، ولد في 25 ديسمبر 1916، وتوفي في 2 فبراير 1990.